# Chartes moldaves-valaques en bulgare
Les chartes moldaves et valaques en bulgare sont des documents écrits en bulgare ancien en Valachie et Moldavie, qui reflètent l'histoire culturelle commune de ces deux principautés danubiennes, de la Bulgarie, de la Macédoine et plus largement des Balkans.
Les chartes moldaves et valaques en bulgare ancien (comme l'on désigne le slavon en Bulgarie) ont été émises par les voïvodes valaques et moldaves, ainsi que par d'autres aristocrates ou marchands, entre les XIVe et XVIIe siècles. À ce jour, plus de 200 chartes de ce type ont été conservées.